# Ingrisma cupreola
Ingrisma cupreola är en skalbaggsart som beskrevs av Leon Fairmaire 1893. Ingrisma cupreola ingår i släktet Ingrisma och familjen Cetoniidae. Inga underarter finns listade i Catalogue of Life.